# New York Review of Books
The New York Review of Books (o NYREV o NYRB) és un magazín bimensual sobre literatura, cultura, i actualitat publicat a Nova York que assumeix com a punt de partida la crítica literària és en si mateix una activitat literària imprescindible. En 2003, la publicació tenia una tirada de més de 125.000 exemplars. Robert B. Silvers i Barbara Epstein van editar el periòdic des de la seva fundació en 1963, fins a la mort de Barbara en 2006. Des de llavors fins a la seva mort en 2017, Silvers era l'únic editor. Ian Buruma es va convertir en editor al setembre de 2017.
The Review publica ressenyes i assajos extensos, sovint escrits per escriptors reconeguts, poesia original i seccions de publicitat de cartes i anuncis personals que han atret comentaris crítics. El 1979, la revista va fundar la London Review of Books, que aviat es va independitzar. El 1990 va fundar una edició italiana, la Rivista dei Libri, publicada fins a 2010. The Review té una divisió de publicació de llibres, establerta el 1999, anomenada New York Review Books, que publica clàssics, col·leccions i llibres per a nens. The Review va celebrar el seu 50 aniversari en 2013, i una pel·lícula de Martin Scorsese anomenada The 50 Year Argument documenta la història i la influència del periòdic.